# Институт водных проблем РАН
Учреждение Российской академии наук Институт водных проблем РАН (Институт водных проблем, ИВП РАН) был образован 24 ноября 1967 года по инициативе А. Н. Вознесенского.
Основными направлениями научной деятельности института являются изучение водных ресурсов и их экологического состояния, а также разработка методов оценки влияния природных и антропогенных факторов на водные ресурсы.
Также важное место в научной деятельности института занимают экономические аспекты природопользования и охраны водных ресурсов.

## Структура
В состав института входят:
- Отдел динамики водной среды
  - Лаборатория взаимодействия вод суши с атмосферой;
  - Лаборатория физики почвенных вод;
  - Лаборатория гидродинамики;
  - Лаборатория динамики русловых потоков и ледотермики
- Отдел качества вод и экологии
  - Лаборатория моделирования воднo-экологических процессов;
  - Лаборатория динамики наземных экосистем под влиянием водного фактора;
  - Группа моделирования продукционно-деструктивных процессов
- Отдел поверхностных вод
  - Лаборатория моделирования поверхностных вод
  - Группа внутриводоемных процессов;
  - Группа гидро-геохимических и медико-экологических исследований;
  - Группа исследований экологических проблем в дельте р. Волги (г. Астрахань)
- Отдел управления водными ресурсами
  - Лаборатория управления водными ресурсами;
  - Лаборатория гидрологического цикла суши;
  - Лаборатория охраны вод;
- Лаборатории не объединённые в отделы
  - Лаборатория региональных гидрогеологических проблем
  - Лаборатория гидрогеологических проблем охраны окружающей среды
  - Группа исследования природного и антропогенного риска в береговых зонах
  - Гидрохимический отдел (г. Ростов-на-Дону)
  - Отдел охраны водной среды (Иваньковская научно-исследовательская станция)

## Директора
- Вознесенский Андрей Николаевич (1967—1973)
- Кунин Владимир Николаевич (1973—1976) — член-корреспондент АН СССР
- Воропаев Григорий Васильевич (1976—1988) — член-корреспондент АН СССР
- Хубларян Мартин Гайкович (1988—2003) — академик РАН
- Данилов-Данильян Виктор Иванович (2003—2018) — член-корреспондент РАН
- Гельфан Александр Наумович (с 2018 года) — член-корреспондент РАН

## Сотрудники член-корреспонденты РАН
Сотрудники, ставшие членами-корреспондентами РАН:
- Юрий Сергеевич Долотов (1931—2012);
- Моисеенко Татьяна Ивановна;
- Никаноров Анатолий Максимович (1935—2019).